# Mátravidéki Erőmű vasútállomás
Mátravidéki Erőmű vasútállomás egy Heves vármegyei vasútállomás, Lőrinci településen, a MÁV üzemeltetésében. A város déli részén helyezkedik el, a névadó létesítmény mellett, közúti elérését a 24 114-es számú mellékút biztosítja. A vonatok a vasútállomáson 2022. december 11. óta nem állnak meg, hogy csatlakozzanak az immár Hatvanban megálló Tokaj IC-hez.

## Vasútvonalak
Az állomást az alábbi vasútvonalak érintik:
- Hatvan–Somoskőújfalu-vasútvonal

## Kapcsolódó állomások
A vasútállomáshoz az alábbi állomások vannak a legközelebb:
- Lőrinci megállóhely (Hatvan–Somoskőújfalu-vasútvonal)
- Hatvan vasútállomás (Hatvan–Somoskőújfalu-vasútvonal)

## Forgalom
| Járat        | Útvonal | Gyakoriság   |
| ------------ | --- | ------------ |
| személyvonat | Hatvan – Mátravidéki Erőmű – Lőrinci – Selyp – Apc-Zagyvaszántó – Jobbágyi – Szurdokpüspöki – Pásztó – Mátraszőlős-Hasznos – Tar – Mátraverebély – Nagybátony – Kisterenye – Kisterenye-Bányatelep – Zagyvapálfalva – Salgótarján külső – Salgótarján – Somoskőújfalu | 1-2 óránként |